# Vratnik (plaats)
Vratnik is een plaats in de gemeente Senj in de Kroatische provincie Lika-Senj. De plaats telt 75 inwoners (2001).